# Юрьевский сельский совет (Путивльский район)
Юрьевский сельский совет (укр. Юр'ївська сільська рада) — входит в состав Путивльского района Сумской области Украины.
Административный центр сельского совета находится в селе Юрьево.

## Населённые пункты совета
- с. Юрьево
- с. Волынцево
- пос. Волынцевское

## Ликвидированные населённые пункты совета
- пос. Первомайское